# Martín Herrera
Martín Horacio Herrera (13 de setembro de 1970) é um ex-futebolista argentino que jogou como goleiro.

## Carreira de futebol

### Boca Juniors
Nascido em Río Cuarto, Córdoba, Herrera começou sua carreira no clube Estudiantes de Río Cuarto, antes de se mudar para o Boca Juniors. Promovido à equipe principal em 1991, ele foi apenas um suplente de goleiros, tais como Carlos Navarro Montoya. Em 1993, em uma partida contra o Independiente, ele foi gravemente ferido em um confronto com um adversário, resultando em um trauma na cabeça, uma fratura deprimida da maçã do rosto, fratura orbital e ruptura de ligamentos, deixando-o fora de atividade por nove meses.

### O Estudiantes de Río Cuarto
Em 2007, depois de quase um ano afastado do futebol, retornou ao seu primeiro clube, o Estudantes de Río Cuarto , antes de se aposentar em 2009.

## Honras

### Clube
Toluca
- Liga MX: 1998 Torneo Verano

Fulham
- Taça Intertoto: 2002

Estudiantes de La Plata
- Argentina Primera División: 2006-Colo

### Individual
- Ricardo Zamora Troféu: 1999-2000